# V zemi věrných Čechů
V zemi věrných Čechů je česká mešní píseň ke sv. Václavu z roku 1918. 
Její text napsal Vladimír Hornof, melodii složil František Suchý (1858-1933). V jednotném kancionále je označena číslem 831. 
Má po jedné sloce pro vstup, před evangeliem a při obětním průvodu, dvě k přijímání a jednu na závěr.